# Marcello Barbaro
Marcello Barbaro (Palermo, 20 aprile 1829 – Palermo, 12 marzo 1897) è stato un armatore italiano, fondatore della società di trasporti "Marcello Barbaro & figli" che diventerà negli anni '70 l'odierna Pietro Barbaro S.p.A.

## Biografia

### I primi anni
Marcello Barbaro nacque a Palermo nel 1829 da Pietro Barbaro, discendente da una famiglia di commercianti di sale e in seguito fornai, e Maria Bommarito. Terzo di sei fratelli, lavorò durante la giovinezza nel panificio del padre.
In seguito alla morte prematura del padre, dovuta al colera, Marcello lasciò alla madre la cura dell'attività di famiglia e all'età di 13 anni decise di salpare da Palermo e, imbarcatosi come mozzo, compì numerosi viaggi da Genova a Marsiglia.

### Ritorno a Palermo
Tornato a Palermo nel 1848 sposò Caterina Cottone, appartenente ad una famiglia palermitana altolocata, dalla quale ebbe 8 figli, ed in breve tempo assunse un ruolo di spicco nella società mercantile palermitana. Nel 1851 divenne coarmatore del veliero “Ebe”, costruito dai cantieri "Di Liberto" di Palermo, grazie ai diritti di comproprietà appartenuti al defunto marito della moglie Caterina e successivamente trasferiti a lui da quest'ultima.

### Nascita dell'attività di trasporto commerciale
In quegli anni Palermo divenne un importante snodo commerciale con l'Oriente. Marcello, in seguito alla morte dei figli Giovanni, Grazia e della moglie Caterina, scelse di tornare a navigare in mare trasferendosi a Genova per ottenere il patentino di capitano. Nel gennaio 1868, una volta capitano, divenne armatore del brigantino “Silenzio” con cui intraprese spedizioni in tutta Italia e sul quale operò anche il fratello Pietro, oltre ai figli Pietro e Giuseppe, questi ultimi incoraggiati dal padre ad intraprendere spedizioni in mare rispettivamente all'età di 13 e 12 anni.
Nel giugno 1870 sposò Caterina Murè, appartenente ad una famiglia di mercanti e due anni dopo acquistò la piena gestione dell' "Ebe", dopo averne riscattato l'intera proprietà. Pochi anni dopo, di ritorno da Talamone, il veliero si inabissò con il carico di carbone nei pressi di Ustica e Marcello fu costretto ad acquistarne un altro, il “Nuovo Piemonte”. Nel 1885 nacque la "Marcello Barbaro e figli", impresa che si occupava di attività di trasformazione e trasporto di carbon fossile utilizzato come carburante a fini industriali e domestici, ceduta al fratello Pietro nel 1888.
Marcello Barbaro morì improvvisamente a Palermo il 12 marzo 1897, all'età di 68 anni.

## Flotta
| Nome                  | Porto di Registro | Nazionalità | Ente di Classifica       | Anno | Dimensioni    |
| --------------------- | ----------------- | ----------- | ------------------------ | ---- | ------------- |
| Ebe                   | Palermo           | Italia      | Registro Italiano Navale | 1850 |               |
| Silenzio              | Palermo           | Italia      | Registro Italiano Navale | 1869 |               |
| Marcello Barbaro      | Palermo           | Italia      | Registro Italiano Navale | 1880 |               |
| Pietrino Barbaro      | Palermo           | Italia      | Registro Italiano Navale | 1886 | 29,9 x 8,18 m |
| Nuovo Piemonte        | Genova            | Italia      | Registro Italiano Navale | 1888 |               |
| Concezione Immacolata | Palermo           | Italia      | Registro Italiano Navale | 1906 | 38,5 x 8,9 m  |

## Onorificenze

### Giovanni Barbaro
Nel 1989 Giovanni Barbaro, trisnipote di Marcello Barbaro, ha ricevuto l'onorificenza di cavaliere del lavoro per aver trasformato l'attività di famiglia nella odierna Pietro Barbaro S.p.A., società attiva in diversi settori quali quello del trasporto marittimo e fluviale di prodotti combustibili, chimici e carichi solidi.